# Classic rag

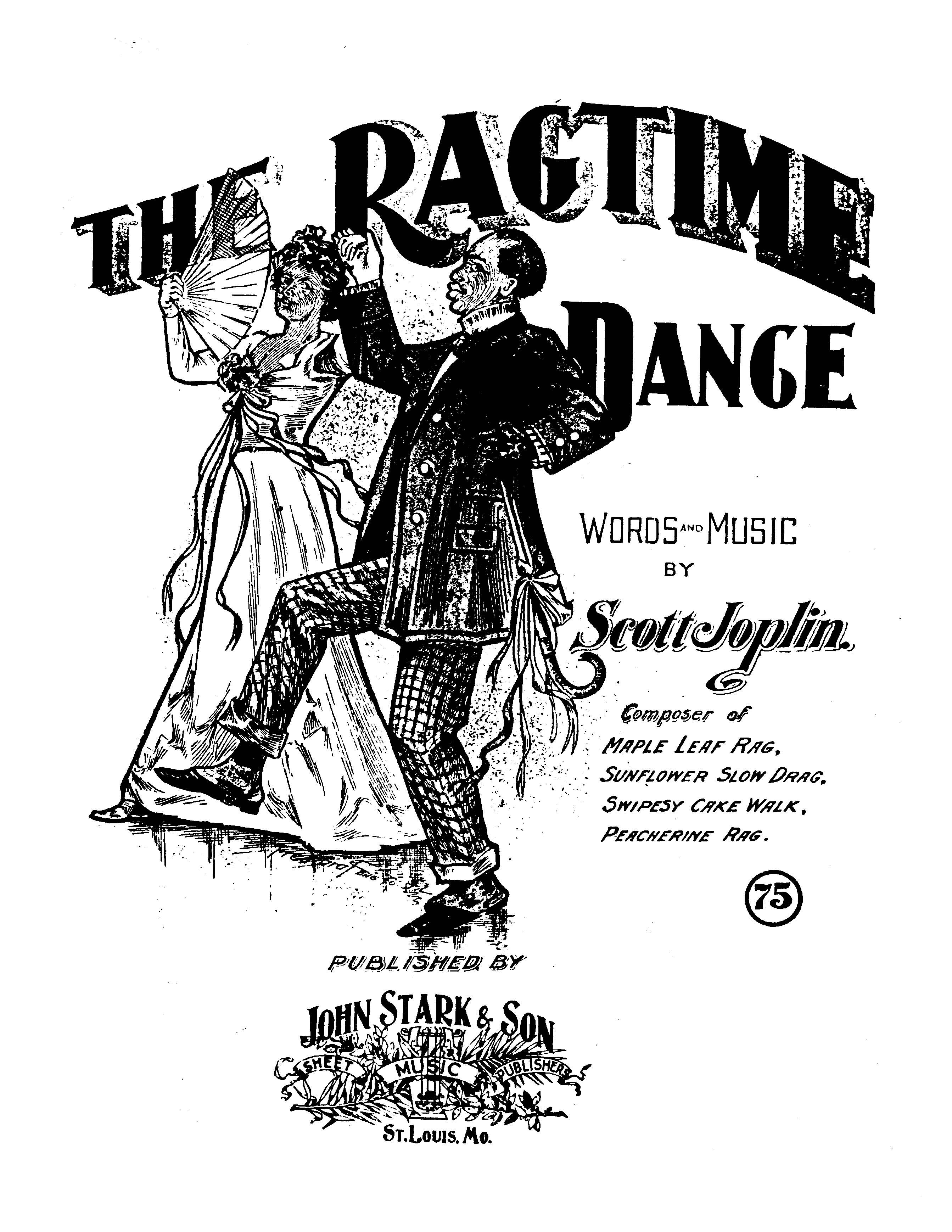
La danse du Rag - Scott Joplin

Le classic rag, ou simplement rag, est le style de ragtime le plus courant. Il se joue en quatre temps avec une accentuation sur les temps faibles de la mesure (le 1er et le 3e, contrairement au jazz). Comme tous les styles de ragtime, il se caractérise aussi par l'usage de la syncope.
Les trois grands compositeurs de rag furent Scott Joplin (avec par exemple Maple Leaf Rag en 1899 ou The Entertainer en 1902), James Scott (avec Frog Legs Rag en 1906 ou Grace and Beauty en 1909) et Joseph Lamb (Ethiopia en 1909 ou American Beauty Rag en 1913)[réf. nécessaire].